# Steklovata
StekloVata (Russisch: Стекловата, lett. glaswol - de groepsnaam СтеклоVата bevat echter een Latijnse V in plaats van een в) was een Russische boyband. 

## Geschiedenis
StekloVata was een band uit Orenburg (zuid-Rusland) die gevormd werd door de Russische producer, componist en tekstschrijver Sergej Koeznetsov in 2000. Het jaar daarvoor had hij de toen dertienjarige Denis Belikin ontmoet en zag potentieel om een boyband te vormen met hem en een aantal andere tieners. De thema's moesten dingen aantrekken die vooral jongeren van die leeftijd interesseerden. In 2003 kwam Arthur Jeremejev erbij als tweede zanger. 
De band brak door nadat hun videoclip van het nummer Novi god was opgepikt door het Russische satirische muziekprogramma Shitparade, omdat de videoclip erg amateuristisch was. De originele videoclip werd vele duizenden malen bekeken op YouTube en er worden nog steeds parodies op de videoclip gemaakt. In 2020 werd nog een nieuwe versie uitgebracht met drie van de vier toenmalige leden. 
In 2009 stierf de groep een stille dood, er is sindsdien geen nieuw materiaal naar buiten gekomen. Een officiële bevestiging is echter nooit meegedeeld. 
De groep was ook zeer populair bij de Russischtalige bevolking van Estland, in die mate dat men dikwijls leest dat het een Estisch-Russische band was. 

## Discografie

### Albums
- 2001 - Ldinkoj po stekloe (Льдинкой по стеклу; Met ijs het glas krabben)
- 2002 - Ostorozjno-chroelkoje (Осторожно–хрупкое; Voorzichtig)
- 2005 - Spetssjkola (Спецшкола; Buitengewoon onderwijs)